# Jinolice
Jinolice település Csehországban, a Jičíni járásban. Jinolice Brada-Rybníček, Libuň, Podůlší, Holín, Kněžnice és Železnice településekkel határos. Lakosainak száma 194 fő (2024. január 1.).

## Népesség
A település lakosságának változását az alábbi diagram mutatja:
| Lakosok száma | 293  | 284  | 229  | 180  | 165  | 170  | 187  | 194  | 191  | 194  |
|               | 1869 | 1890 | 1921 | 1950 | 1980 | 2001 | 2017 | 2019 | 2022 | 2024 |